# 鮑伯·懷特海德
鮑伯·懷特海德（Bob Whitehead，1953年11月1日—），美国电子游戏设计师、程序师。他曾在雅达利公司工作，并为雅達利VCS開發了兩款首發遊戲。離開雅達利后，他先後建立了動視公司以及Accolade。傳主1980年代中期離開電子遊戲業。